# André Giogoli
André Giogoli (* 1962 in Bad Harzburg) ist ein deutscher Fotograf. 

## Leben
André Giogoli wuchs in Bad Harzburg auf und absolvierte von 1985 bis 1987 seine Ausbildung zum Fotografen im Berliner Lette-Verein. Ab 1990 begann die Zusammenarbeit mit Sascha Kramer. Sie fotografierten zahlreiche Cover für die deutsche Musikszene, zu ihren Kunden zählten Musiker, wie u. a. Dieter Bohlen, Blue System, Blümchen, Oli P. und Ofra Haza.
Giogoli machte sich in Deutschland durch Publikationen und Fachbücher zum Thema Fotografie mit Schwerpunkt Analog- und Schwarzweißfotografie einen Namen. Sein 2014 erschienenes Buch Schwarzweiß-Fotografie. Die große Fotoschule wurde 2015 mit dem Deutschen Fotobuchpreis in Silber ausgezeichnet. 2020 wurde Analoge Fotografie – das umfassende Handbuch in der Kategorie Fototechnik in die Shortlist des Deutschen Fotobuchpreises 20|21 aufgenommen.
2024 wurde er für den 21. Brandenburgischen Kunstpreis in der Kategorie Fotografie nominiert.
Seit 2006 unterrichtet Giogoli zudem als Lehrer für Fotografie im Lette-Verein, wo er 2010 die Lette-Akademie für Design initiierte.

## Cover von Kramer & Giogoli
- Jürgen von der Lippe 1992 König der City
- Udo Jürgens 1993 Café Größenwahn
- The Twins 1993 The Impossible Dream
- Marianne Rosenberg 1994 5 Tage und 5 Nächte
- Ofra Haza 1995 Mata Hari
- Blue System 1995 Forever Blue
- Blue System 1996 Body to Body
- Tic Tac Toe 1996 erstes Album Tic Tac Toe und Singles
- Roland Kaiser 1996 Grenzenlos
- Mr. President 1997 Night Club
- *NSYNC 1998 The Winter Album
- Blümchen 1998 Jasmin
- Brooklyn Bounce 1998 Contact
- Joy Denalane 1999 Time heals the Pain
- Chris Norman 1999 Full Circle
- Die Happy 2000 Supersonic Speed
- Right Said Fred 2001 Fredhead + 2002 Stand Up
- Lou Bega 2001 Ladies and Gentlemen
- Willy Astor 2001 Gehe hin und Meerrettich
- Oli P. 2002 Startzeit
- Daniel Küblböck 2003 Heartbeat + You drive me crazy
- Yvonne Catterfeld 2003 Meine Welt
- Scooter 2003 The Stadium Techno Experience
- Oli P. 2004 Freier Fall
- Willy Astor 2004 Wortstudio
- Paul Anka 2005 Rock Swings

## Veröffentlichungen
- Schwarzweiß-Fotografie. Die große Fotoschule. Verlag Galileo Press, 2014, ISBN 978-3836219624
- mit Katharina Hausel: Bildgestaltung. Die große Fotoschule. Rheinwerk Verlag, Bonn 2017, ISBN 978-3-8362-3941-7
- Analoge Fotografie – das umfassende Handbuch. Rheinwerk-Verlag, Bonn 2019, ISBN 978-3-8362-6485-3